# 信州大学の人物一覧
信州大学の人物一覧（しんしゅうだいがくのじんぶついちらん）は、信州大学および諸前身校に関係する人物の一覧記事。
※ウィキペディア日本語版内に既に記事が存在する人物のみを記載する。

## 主な著名教職員

### 現在在籍する教職員
（名誉教授については、「過去在籍した教職員」と「主な著名出身者」を参照）
- 池上彰（特任教授 現代史）
- 池田宏之助（工学部非常勤講師、燃料工学）
- 泉山茂之（農学部教授、附属アルプス圏フィールド科学教育研究センター）
- 伊藤盡（人文学部教授、映画『ロード・オブ・ザ・リング』エルフ語監修など）
- 芋川玄爾（医学部講師、皮膚科学）
- 遠藤守信（工学部教授、カーボンナノチューブの発見と大量生産技術の開発）
- 小野貴史（教育学部准教授、現代音楽）
- 加藤正人（農学部教授、先鋭領域融合研究群山岳科学研究所長）
- 金子史彦（教育学部准教授、ヨーロッパ語文学）
- 川上恵一（工学部非常勤講師、建築学）
- 菊池聡（人文学部教授、認知心理学）
- 北村明子（人文学部准教授、舞踊・パフォーマンス論）
- 久保亨（人文学部特任教授、東洋史・近代中国経済史）
- 柴田匡平（経済学部教授、経営政策）
- 柴野均（人文学部教授、近代イタリア史）
- 杉野健太郎（人文学部教授、アメリカ文学）
- 関理恵子（経済学部准教授、管理会計学）
- 関良徳（教育学部教授、法哲学）
- 常本秀幸（工学部教授、機械工学）
- 中山昇（工学部准教授、機械システム工学）
- 花里孝幸（理学部教授、陸水生態学、ミジンコ研究）
- 林田信明（繊維学部教授、植物生理学）
- 降幡廣信（工学部非常勤講師、建築学）
- 本田秀夫（医学部教授、附属病院子どものこころ診療部部長）
- 真壁昭夫（経済学部教授、金融工学）
- 三浦展（経営大学院非常勤講師、マーケティング論）
- 三浦久（非常勤講師、翻訳家）
- 三神万里子（経営大学院客員准教授、組織論）
- 水品善之（農学部教授、食品科学）
- 山口真由（社会基盤研究所特任准教授、英米法、家族法）
- 山本英二（人文学部教授、日本近世史）

※大澤映二（繊維学部内上田市産学官連携支援施設ナノ炭素研究所社長、フラーレンの発見）

### 過去在籍した教職員
（所属は退官時のもの）
- 愛敬浩二（経済学部助教授、比較憲法学）
- 相原茂（経済学部教授、理論経済学）
- 青井未帆（経済学部准教授、憲法学）
- 赤井鬼介（非常勤講師、脚本家）
- 赤川学（人文学部助教授、歴史社会学）
- アグネス・チャン（経済学部非常勤講師、異文化コミュニケーション論）
- 天野直二（医学部教授、前附属病院長）
- 荒井政大（工学部教授、航空宇宙工学）
- 荒井良雄（経済学部助教授、都市地理学）
- 石井哲士朗（教養部助教授、ポーランド語学）
- 板倉勝高（経済学部助教授、経済地理学）
- 市田儀一郎（教育学部教授、音楽学）
- 井出嘉憲（経済学部教授、政治学）
- 伊藤賢一（人文学部助手、社会学）
- 伊藤瑞叡（人文学部講師、仏教学）
- 井上逸兵（人文学部助教授、社会言語学）
- 今村奈良臣（農学部助教授、農業経済学）
- 宇佐美文理（人文学部助教授、中国哲学）
- 宇佐美龍夫（工学部教授、理論地震学）
- 内山敬二郎（文理学部教授、西洋古典文学）
- 生方幸夫（経済学部講師、日本経済論）
- 大内力（経済学部教授、マルクス経済学）
- 大竹芳夫（教育学部助教授、応用言語学）
- 加島祥造（人文学部教授、英米文学）
- 加藤栄一（経済学部、政治学）
- 上條宏之（人文学部教授、日本近代史）
- 上沼八郎（教育学部助教授、教育学）
- 亀井節夫（理学部教授、古生物学）
- 唐澤豊（農学部教授・学部長、畜産学）
- 川勝岳夫（医学部講師、小児科）
- 川村康文（教育学部助教授、物理学）
- 姜徳相（人文学部講師、歴史学）
- 菊森淳文（経済学部非常勤講師、地域政策）
- 北沢方邦（人文学部教授、構造人類学）
- 北村文雄（農学部教授、造園学）
- 喜安朗（人文学部助教授、西洋史）
- 工藤章（経済学部助教授、ドイツ経済史）
- 黒田吉益（理学部教授、地球科学）
- 小泉清明（繊維学部教授・学部長、生物学）
- 香原志勢（医学部助教授、人類学）
- 小松郁夫（教育学部非常勤講師、学校経営学）
- 小松和彦（教養部助教授、民俗学）
- 齊藤保典（工学部教授、電気電子システム工学講座）
- 三枝有（法科大学院教授、刑法）
- 酒井琢朗（医学部講師、人類学）
- 坂牛卓（工学部教授、建築学）
- 佐々木孝次（教養部教授、精神分析学）
- 笹本正治（人文学部教授、戦国大名武田氏研究）
- 佐藤俊夫（教養部教授、倫理学）
- 椎名洋（経済学部教授、統計科学）
- 清水敦（教養部講師、経済学史）
- 清水慎三（人文学部教授、社会主義運動理論）
- 清水建美（教養部教授、植物学）
- 杉田虔一郎（医学部教授、脳神経外科学）
- 鈴木喜一（人文学部教授、中国哲学）
- 鈴木慎一郎 （全学教育機構准教授、カルチュラル・スタディーズ）
- 数土直紀（人文学部助教授、数理社会学）
- 隅谷三喜男（経済学部教授、労働経済学）
- 瀬々敦子（法科大学院准教授、信託法）
- 全田浩（医学部教授・付属病院薬剤部長、薬学）
- 高木俊輔（人文学部教授、日本史学）
- 田上不二夫（教育学部助教授、臨床心理学）
- 滝沢貞夫（教育学部教授、国文学）
- 田口守一（大学院法曹法務研究科教授、刑事訴訟法）
- 武居良明（経済学部教授・付属図書館長、経済史）
- 竹内良三郎（文理学部長、経済学）
- 竹中星郎（医学部講師、老年精神医学）
- 立岩真也（医療技術短期大学部助教授、社会学）
- 田中修（経済学部教授、中国研究）
- 田中正俊（人文学部教授・学部長、中国史）
- 玉井袈裟男（教養部教授、農学）
- 塚本学（人文学部教授、地方史）
- 辻竜平（人文学部准教授、数理社会学）
- 円谷裕二（教養部助教授、哲学）
- 暉峻衆三（農学部教授、農業経済学）
- 融道男（医学部教授、精神薬理学）
- 内藤哲雄（人文学部教授、社会心理学）
- 永井均（人文学部教授、ヴィトゲンシュタイン研究）
- 中村義作（工学部教授、工学）
- 中村修二（客員教授、青色発光ダイオードの開発）
- 西沢一俊（繊維学部助教授、化学）
- 西村直子（経済学部教授、オークション理論）
- 西丸四方（医学部教授、精神病理学）
- 新田玲子（人文研究科助教授、アメリカ文学）
- 沼本克明（人文学部助教授、日本語学）
- 橋本光明（教育学部教授・付属長野中学校、美術教育）
- 林秀剛（理学部教授、生態学）
- 半田智久（工学部助教授、人文学）
- 東明雅（人文学部教授、井原西鶴研究）
- 平山祐次（経済学部教授、経済史）
- 福島弘文（医学部教授、法医学）
- 藤井信吾（医学部教授、婦人科腫瘍学）
- 星野一郎（経済学部教授、会計学）
- 細川英雄（教育学部講師、語学教育学）
- 幕内雅敏（医学部教授、肝臓外科）
- 松尾信一（農学部教授、家畜解剖学）
- 松崎一（教養部教授・部長、物理学）
- 松本直司（工学部助教授、建築学）
- 間島秀徳（教育学部教授、教育学）
- 水野知昭（人文学部教授、比較神話学）
- 光藤景皎（経済学部教授、刑事訴訟法）
- 宮島洋（経済学部助教授、経済学）
- 宮本十蔵（人文学部助教授、哲学）
- 三輪芳朗（経済学部助教授、産業組織論）
- 望月市恵（人文学部教授、ドイツ文学）
- 元山斉（経済学部講師、統計学）
- 守一雄（教育学部教授、認知心理学）
- 柳澤信夫（医学部教授、学部長・付属病院長）
- 山田昭廣（人文学部教授、書誌学）
- 山田興一（繊維学部教授、化学システム工学）
- 山田尚達（医学部教授、小児科）
- 山本潔（教育学部教授、社会政策）
- 山本省（全学共通教育機構教授、フランス文学）
- 山本哲士（教養部教授、政治社会学）
- 吉松和哉（医学部教授、精神医学）
- 米本義孝（教養部助教授、ビートルズ研究）
- 若杉隆平（経済学部教授、国際経済学）
- 和田敦彦（人文学部助教授、日本近代文学）
- 渡邊秀夫（人文学部教授・学部長・人文科学研究科長、国文学）
- 渡邊芳之（人文学部助手、心理学）

### 旧制学校の教職員
- 浅井洌（長野師範学校教諭）
- 浅川広湖（長野師範学校教諭）
- 伊藤武男（上田蚕糸専門学校校長）
- 井上柳梧（上田蚕糸専門学校校長）
- 茨木清次郎（松本高等学校校長）
- 小栗浩（松本高等学校教授）
- 小田省吾（長野師範学校教諭）
- 勝田守一（松本高等学校講師）
- 北川悌二（松本高等学校教授）
- 北村季晴（長野師範学校教諭）
- 桑木彧雄（松本高等学校校長）
- 桑原章吾（松本医科大学助教授）
- 小泉秀雄（松本高等学校講師）
- 小山健三（長野師範学校教諭）
- 近藤次繁（附属病院名誉医院長）
- 塩野直道（松本高等学校教授）
- 志賀重昂（長野師範学校教諭）
- ジョン・ダンロップ（長野師範学校教諭）
- 関楠生（松本高等学校講師）
- 高島平三郎（長野師範学校教諭）
- 竹内良知（松本高等学校教授）
- 手塚富雄（松本高等学校教授）
- 富山小太郎（松本高等学校教授）
- 根本莞爾（長野師範学校教諭）
- 針塚長太郎（上田蚕糸専門学校校長）
- 肥後和男（長野師範学校教諭）
- 蛭川幸茂（松本高等学校教授）
- 福井直秋（長野師範学校教諭）
- 古川久（松本高等学校教授）
- 星川清孝（松本高等学校教授）
- 毎田周一（長野師範学校教諭）
- 正木直太郎（長野師範学校校長）
- 務台理作（長野師範学校教諭）
- 森巻吉（松本高等学校校長）
- 安良岡康作（長野師範学校教諭）
- 吉田賢抗（松本高等学校教授）
- 井上武士（長野県師範学校教諭）

## 主な著名出身者（新制信州大学出身者）

### 政界
- 阿古和彦 - 奈良県葛城市長
- 猪瀬直樹 - 参議院議員、元東京都知事、ノンフィクション作家、大宅壮一ノンフィクション賞受賞
- 岩田昭人 - 三重県尾鷲市長
- 臼木秀剛 - 衆議院議員
- 小松裕 - 元衆議院議員
- 佐々木陸海 - 元衆議院議員
- 下条みつ - 衆議院議員、元防衛大臣政務官
- 菅谷昭 - 元長野県松本市長、医師
- 武田良介 - 元参議院議員
- 中川暢三 - 元兵庫県加西市長
- 花岡利夫 - 長野県東御市長
- 深澤陽一 - 衆議院議員
- 藤原規眞 - 衆議院議員
- 山内和彦 - 元川崎市議会議員
- 山口わか子 - 元衆議院議員
- 萩原佳 - 衆議院議員

### 官界・法曹界
- 塚本瑞天 - 元環境省自然環境局長、サントリー世界愛鳥基金運営委員長
- レンツェンドーギーン・ジグジッド - 元駐日モンゴル大使、元モンゴル国鉱業大臣
- 吉田總一郎 - 北欧名誉領事
- 林伸豪 - 元日本弁護士連合会副会長、四国弁護士会連合会理事長

### 経済界
- 飯島彰 - 前トヨタ車体会長
- 伊藤哲文 - 前ポッカコーポレーション社長
- 伊東信行 - 格付投資情報センター会長、日本経済新聞社顧問
- 伊藤正文 - シモンズ社長
- 今井郁次 - 前NTTコムウェア社長
- 岩田裕美 - NIPPO社長
- 石見陽 - メドピア創業者・社長CEO
- 内川哲茂 - 帝人社長
- 桐山健一 - 神戸屋社長、日本パン工業会副会長
- 坂元龍三 - 東洋紡績会長、日本化学繊維協会会長、関西経済連合会副会長、日本経営協会副会長
- 重兼壽夫 - 富士電機副社長
- 南雲忠信 - 横浜ゴム会長・CEO、日本ゴム工業会会長
- 藤岡高広 - 愛知製鋼社長、トヨタ自動車顧問
- 萩坂拓也 - GMO NIKKO取締役
- 山田政雄 - DOWAホールディングス会長、日本鉱業協会会長

### 医学界
（「主な著名教職員」も参照）
- 青木範充 - 整形外科医、旧東長野病院名誉院長
- 井川靖彦 - 泌尿器科医、東京大学大学院医学系研究科コンチネンス医学講座特任教授
- 石曽根新八 - 小児外科医、元長野県立こども病院院長、丸の内病院理事長
- 江場秀志 - 精神科医、国立病院機構小諸高原病院名誉院長
- 大野伸一 - 解剖学者、山梨大学名誉教授、元日本顕微鏡学会会長
- 奥寺敬 - 救急医学者、富山大学名誉教授
- 上鹿渡和宏 - 精神科医、早稲田大学教授
- 倉田毅 - 病理学者、元国立感染症研究所所長、元日本ウイルス学会理事長
- 小宮山淳 - 小児科医、元信州大学学長、松本秀峰中等教育学校校長
- 清澤研道 - 内科医、城西病院院長、相澤病院名誉センター長、長野赤十字病院名誉院長
- 小林茂昭 - 脳神経外科医、世界脳神経外科学会連盟名誉会長
- 近藤廉治 - 精神医学者、南信病院理事長
- 菅沼龍夫 - 解剖学者、前宮崎大学学長
- 鈴木淳一 - 内科医、東京大学大学院医学系研究科特任准教授
- 高木圭二郎 - 歯学者、元東京歯科大学学長
- 田口喜一郎 - 医学者、信州大学名誉教授
- 竹田誠 - ウイルス学者、東京大学大学院医学系研究科教授、東京大学新世代感染症センター教授、元国立感染症研究所部長
- 田中美郷 - 耳鼻咽喉科医、帝京大学名誉教授、大阪保健医療大学教授
- 辻本豪三 - 病理学者、元京都大学大学院薬学研究科教授
- 中畑龍俊 - 再生医学者、京都大学名誉教授、元京都大学iPS細胞研究所副所長
- 永田哲士 - 解剖学者、信州大学名誉教授、承徳医学院名誉教授、河北医科大学名誉学長
- 西澤茂 - 脳神経外科医、前産業医科大学病院副院長、産業医科大学教授
- 藤井彰 - 歯学者、日本大学名誉教授
- 藤田博史 - 精神分析学者、ジャック・ラカン研究、狭山メンタルクリニック院長
- 保刈恒雄 - 外科医、千葉大学名誉教授
- 堀内朗 - 内科医、昭和伊南総合病院消化器病センター長、イグノーベル賞
- 山田喜紹 - ウイルス学者、エイズ研究者、信州大学名誉教授
- 吉江信夫 - 耳鼻科医、筑波大学名誉教授

### 学術
（「主な著名教職員」も参照）
- 青木次生 - 英文学者、京都大学名誉教授
- 青木歳幸 - 歴史学者、佐賀大学名誉教授、元史学会会長
- 赤羽啓栄 - 寄生虫学者、元福岡大学助教授
- 新正幸 - 法学者、金沢大学名誉教授
- 天池正登 - 化学者、日本曹達材料評価研究部長
- 荒木弘文 - 経済学者、筑波大学名誉教授
- 有泉學宙 - 英文学者、静岡県立大学名誉教授
- 安保正一 - 工学者、元大阪府立大学副学長、福州大学国際学院長
- 飯森嘉助 - アラビア語学者、拓殖大学名誉教授
- 碇屋隆雄 - 化学者、東京工業大学名誉教授、フンボルト賞
- 一條孝夫 - 日本近現代文学研究者、帝塚山学院大学名誉教授
- 上杉富之 - 社会学者、成城大学教授
- 上山和雄 - 歴史学者、國學院大学教授
- 牛山素行 - 災害情報学者、静岡大学防災総合センター副センター長
- 内川公人 - 寄生虫学者、元信州大学助教授
- 大谷毅 - 経営学者、信州大学名誉教授
- 大谷元 - 農学者、信州大学名誉教授
- 大野晃 - 社会学者、高知大学名誉教授
- 岡田徹太郎 - 経済学者、香川大学教授
- 岡田憲久 - 造園家、名古屋造形大学教授
- 小川巌 - 動物学者、酪農学園大学教授
- 小川さやか - 文化人類学者、立命館大学教授、サントリー学芸賞
- 梶幹男 - 農学者、東京大学名誉教授
- 河村保彦 - 工学者、徳島大学学長
- 岸元良輔 - 哺乳類研究者、長野県環境保安研究所主任研究員
- 熊井明子 - ポプリ研究者、エッセイスト
- 香田芳樹 - 独文学者、慶應義塾大学教授
- 子安和弘 - 動物学者、愛知学院大学助手
- 酒井秋男 - 動物学者、松本大学教授
- 櫻井茂男 - 発達心理学者、筑波大学教授
- 佐々木宏夫 - 経済学者、早稲田大学名誉教授、元早稲田大学大学院会計研究科長、アステラス製薬取締役
- 佐藤綾子 - 心理学者、日本大学教授
- 佐藤直樹 - グラフィックデザイナー、多摩美術大学教授
- 篠原久典 - 化学者、名古屋大学大学院理学研究科長
- 島浩二 - 社会学者、元阪南大学教授
- 志水久 - 物理学者、信州大学准教授
- 白井汪芳 - 工学者、信州大学名誉教授、公立大学法人長野大学理事長、繊維学会会長、産学官連携功労者表彰文部科学大臣賞
- 新宮竹虎 - 教育者
- 杉浦淳吉 - 心理学者、慶應義塾大学教授
- 須沢通 - ドイツ文学者、信州大学名誉教授
- 鷹野和美 - 社会福祉学者、成美大学短期大学部学長
- 武井たつ子 - 工学者、信州大学教授
- 徳井淑子 - 服飾史学者、お茶の水女子大学名誉教授
- 中野和朗 - ドイツ文学者、信州大学名誉教授、松商学園短期大学学長、元松本大学学長
- 中藤淳 - 心理学者、愛知県立大学教授
- 中村登流 - 鳥類学者、上越教育大学名誉教授
- 中村浩志 - 鳥類学者、信州大学教授、日本鳥学会会長、山階芳麿賞、信毎賞
- 西平直 - エリクソン研究者、京都大学名誉教授
- 丹羽公雄 - 素粒子宇宙物理学者、名古屋大学名誉教授、タウニュートリノを発見、パノフスキー賞、ブルーノ・ポンテコルボ賞
- 野村俊明 - 分析化学者、信州大学名誉教授
- 花村肇 - 哺乳類研究者、愛知学院大学教授
- 平井利博 - 工学者、信州大学名誉教授、公立大学法人長野大学理事長、元繊維学会会長
- 降旗節雄 - マルクス経済学者、筑波大学名誉教授
- 牧陽一 - 中国文学者、埼玉大学教授、湯浅芳子賞
- 松井正文 - 両生類研究者、京都大学名誉教授、元日本爬虫両棲類学会会長、日本動物学会賞
- 馬瀬良雄 - 日本語学者、信州大学名誉教授、新村出賞
- 宮尾嶽雄 - 哺乳類研究者、愛知学院大学教授
- 宮坂武男 - 城郭研究者、元岡谷市教育委員長
- 甕隆博 - 数学者、東京外国語大学准教授
- 山岸哲 - 鳥類学者、山階鳥類研究所名誉所長、兵庫県立コウノトリの郷公園園長
- 山崎和樹 - 草木染め研究者、東北芸術工科大学准教授
- 山田博光 - 日本近代文学研究者、元帝塚山学院大学学長
- 米山高生  - 経済学者、一橋大学名誉教授、元生活経済学会会長、前島密賞
- 若生謙二 - 造園学者、大阪芸術大学教授

### 文化・芸術
- 大西憲 - 翻訳家
- 岡田みはる - 気象予報士、タレント
- 小河勝 - 教育者
- 小澤實 - 俳人
- 角谷道弘 - 登山家
- 香山哲 - 漫画家
- 木川貴幸 - ピアニスト
- 熊井啓 - 映画監督、ベルリン国際映画祭銀熊賞、ヴェネチア国際映画祭銀獅子賞
- 黒田研二 - 作家
- 神山典士 - ノンフィクション作家、大宅壮一ノンフィクション賞
- 小嶋陽太郎 - 小説家
- 小寺裕 - 和算家、二代目福田理軒
- 小林貴子 - 俳人
- 小林照幸 - ノンフィクション作家、大宅壮一ノンフィクション賞
- ghoma - ミュージシャン
- 佐々木省三 - 声優
- 佐藤二朗 - 俳優
- 白石昌則 - 「生協の白石さん」著者
- 白岡順 - 写真家
- 杉本研士 - 小説家、医師
- 田辺治 - 登山家
- 谷本賢一郎 - タレント、歌手、元ザ・ニュースペーパー
- 為則英司 - オセロ選手、世界選手権優勝7回
- 月野ぽぽな - 俳人（「海程」同人）
- 仲寒蝉 - 俳人
- 仲村秀生 - 声優
- 夏川草介 - 作家、医師
- 仁木英之 - 小説家
- 西野瑠美子 - ルポライター
- 野間口徹 - 俳優
- 野村達雄 - エンジニア、Niantic, Inc. Tokyo Studio代表、GoogleマップやPokémon GOの開発者
- 花谷泰広 - 登山家、ピオレドール賞
- 羽生田敏 - 児童文学者
- はまみつを - 児童文学者
- 馬目弘仁 - 登山家、ピオレドール賞
- 宮坂静生 - 俳人
- 宮崎吾朗 - 映画監督、元三鷹の森ジブリ美術館館長、国際エミー賞
- 六冬和生 - SF作家
- 柳沢京子 - 切り絵作家
- 横山勝丘 - 登山家、ピオレドール賞
- 和田登 - 作家

### スポーツ
- 石田京子 - 元バレーボール選手、ロサンゼルス五輪女子バレーボール銅メダル
- 黒田祐 - 元バスケットボール選手、富山グラウジーズGM
- 山崎哲男 - バスケットボール選手
- 土屋慶太 - 元サッカー選手、ブンデスリーガ所属
- 小平奈緒 - スピードスケート選手、バンクーバー五輪女子団体パシュート銀メダル、平昌オリンピック女子500m金メダル・女子1000m銀メダル
- 一戸誠太郎 - スピードスケート選手、平昌オリンピック日本代表
- 小口貴久 - リュージュ選手、冬季オリンピック3大会連続出場
- 原田窓香 - リュージュ選手
- 山本健一 - トレイルランナー
- 福島晋一 - 元自転車ロードレース選手、ツアー・オブ・ジャパン総合優勝
- 小島良太 - スピードスケート選手、北京オリンピック日本代表

### メディア
- 植杉尚子 - 元石川テレビアナウンサー
- 加藤えり - 元長野朝日放送アナウンサー
- 官琳 - 元信越放送アナウンサー
- 蔵田玲子 - 長野朝日放送アナウンサー
- 土井里美 - 元新潟放送アナウンサー
- 中島久美子 - フジテレビ編成制作局ドラマ制作センター副部長
- 西沢祥平 - 元NHKチーフアナウンサー
- 長谷部愛 - 気象予報士
- 若林寛朗 - 放送作家

## 旧制学校出身者

### 旧制松本高等学校出身者

#### 政官界
- 青柳盛雄 - 衆議院議員（日本共産党）
- 井出一太郎 - 農林大臣、郵政大臣、内閣官房長官
- 内田常雄 - 厚生大臣、経済企画庁長官、自由民主党幹事長
- 大木浩 - 環境庁長官、環境大臣
- 岡田宗司 - 衆議院議員（日本社会党）
- 金子吉衛 - 蕨市長
- 佐々木良作 - 民社党委員長
- 筒井直久 - 松本市長
- 夏目忠雄 - 長野市長
- 西村彰一 - 富山県知事
- 林百郎 - 衆議院議員（日本共産党）
- 藤牧直 - 総務官僚
- 藤森昭一 - 日本赤十字社名誉社長、宮内庁長官、環境事務次官、内閣官房副長官
- 宮下創平 - 防衛庁長官、環境庁長官、厚生大臣
- 村瀬清 - 東京都千代田区長
- 望月幸明 - 山梨県知事
- 山本幸雄 - 自治大臣、国家公安委員会委員長、建設事務次官
- 山本鎮彦 - 警察庁長官
- 吉野文六 - 外務省北米局長、外務審議官

#### 法曹界
- 石川元也 - 弁護士、自由法曹団団長
- 樋口和博 - 裁判官
- 本林譲 - 最高裁判所裁判官

#### 経済界
- 雨宮恒之 - 東京楽天地社長
- 稲葉興作 - 日本商工会議所会頭、日本会議会長、国民政治協会会長
- 江頭豊 - チッソ社長
- 小林宏治 - NEC会長
- 白澤正二 - 茨城放送社長・会長
- 中條高徳 - アサヒビール会長
- 野々山広三郎 - サッポロビール会長
- 畑良一 - 野崎産業会長
- 古田晁 - 筑摩書房創業者
- 堀田庄三 - 住友銀行頭取、日本航空会長、経済同友会代表幹事
- 山本重信 - 日野自動車会長、トヨタ自動車会長
- 吉川清一 - 清水建設会長
- 渡辺宏 - 日立製作所副社長、日立マクセル社長

#### 医学界
- 秋元波留夫 - 国立武蔵療養所名誉所長、精神医学者
- 旭興正 - 北里大学教授、獣医学者
- 飯島宗一 - 名古屋大学総長、広島大学学長、病理学者
- 井出源四郎 - 千葉大学学長
- 小坂樹徳 - 東京大学名誉教授
- 酒井文徳 - 東京大学名誉教授
- 鈴木宏 - 山梨医科大学学長
- 花岡堅而 - 日本医師会会長
- 百瀬和夫 - 東邦大学教授
- 湯浅修一 - 東京都精神医学総合研究所副参事
- 横内寿八郎 - 国立病院機構東名古屋病院院長
- 若月俊一 - 医師、マグサイサイ賞

#### 学術
- 赤羽賢司 - 天文学者、東京大学名誉教授
- 芦部信喜 - 憲法学者、東京大学名誉教授
- 有賀貞 - 国際政治学者、一橋大学名誉教授
- 臼井二尚 - 社会学者、京都大学名誉教授、日本社会学会会長
- 飯田喜四郎 - 建築史家、名古屋大学名誉教授
- 飯田汲事 -地震学者
- 市川昭午 - 国立大学財務・経営センター名誉教授
- 海野和三郎 - 天文学者
- 筧泰彦 - 宮内庁皇太后宮事務主管、学習院大学名誉教授
- 尾崎盛光 - 評論家、文教大学教授
- 小塩節 - ドイツ文学者
- 尾関雅則 - 工学者、鉄道総合技術研究所理事長
- 小野勝年 - 歴史学者
- 金井圓 - 歴史学者
- 上条憲太郎 - 松本短期大学理事長
- 唐木順三 - 文芸評論家、明治大学教授
- 北島正元 - 歴史学者、東京都立大学教授
- 草間俊一 - 法学者、島根大学名誉教授、岡山商科大学名誉教授
- 熊谷寛夫 - 物理学者
- 近藤正三 - 歴史学者、岩手大学名誉教授、盛岡短期大学学長
- 西條八束 - 陸水学者
- 佐倉直男 - 数学者
- 桜井和市 - ドイツ文学者、学習院院長
- 佐藤昌介 - 歴史学者、東北大学名誉教授
- 島田良二 - 国文学者、千葉大学名誉教授
- 諏訪彰 - 気象庁地震観測所長
- 田原嗣郎 - 倫理学者、北海道大学名誉教授
- 堤精二 - 国文学者、お茶の水女子大学名誉教授
- 中島昭和 - フランス文学者、中央大学名誉教授
- 中島健蔵 - フランス文学者
- 永井信一 - 美術評論家、女子美術大学名誉教授
- 仁井田陞 - 法制史学者、中国法制史研究
- 二村忠元 - 日本音響学会会長、東北大学名誉教授
- 野口元大 - 国文学者、上智大学名誉教授
- 濱徳太郎 - 作曲家、昭和女子大学教授
- 原田伴彦 - 歴史家、大阪市立大学名誉教授
- 藤岡通夫 - 建築史家、日本工業大学学長
- 古川晴男 - 生物学者、東京学芸大学名誉教授
- 古畑正秋 - 天文学者
- 宝月圭吾 - 歴史学者
- 星野芳郎 - 技術評論家、立命館大学教授
- 細野武男 - 法社会学者、立命館総長
- 堀秀彦 - 評論家、東洋大学学長
- 前田泰次 - 工芸研究家、東京芸術大学教授
- 松崎一 - 物理学者
- 松沢弘陽 - 政治学者、北海道大学名誉教授
- 松沢盛茂 - 農業経済学者
- 宮内裕 - 刑法学者
- 宮坂哲文 - 教育学者
- 宮崎市定 - 東洋史学者
- 宮沢俊弥 - 地球科学者
- 三輪公忠 - 国際政治学者
- 村山雅美 - 国立極地研究所名誉教授、南極観測隊隊長
- 望月市恵 - ドイツ文学者
- 望月芳郎 - フランス文学者、中央大学名誉教授
- 山田尚勇 - 情報工学者、国立情報学研究所名誉教授、東京大学名誉教授
- 横山正彦 - 経済学者
- 吉田六郎 - ドイツ文学者
- 與曽井章平 - 社会学者、愛知教育大学名誉教授

#### 文化・芸術
- 飯田信夫 - 作曲家
- 井上禅定 - 自然保護活動家
- 臼井吉見 - 小説家
- 岡田喜秋 - 紀行作家
- 小椋克己 - 高知放送アナウンサー
- 小塩力 - 牧師
- 鎌原正巳 - 作家
- 北杜夫 - 小説家
- 北沢喜代治 - 小説家
- 小林力 - 小説家
- 小松恒夫 - 評論家
- 高山洋吉 - 翻訳家
- 辻邦生 - 小説家
- 野上龍雄 - 脚本家
- 樋口清 - 建築家
- 福林正之 - 作家
- 古川卓巳 - 映画監督
- 百瀬晋六 - 自動車技術者
- 森野善右衛門 - 牧師
- 和合恒男 - 農本主義者

### 長野師範学校 - 旧制松本医科大学出身者
（長野師範学校、上田蚕糸専門学校、長野工業専門学校、長野県立農林専門学校、長野青年師範学校、松本医科大学）
- 阿部栄之助（郷土史家）
- 青木誠四郎（教育者、元東京家政大学学長）
- 市川源三（教育者、府立一女の祖）
- 一志茂樹（郷土史家）
- 伊藤長七（教育者）
- 岩垂今朝吉（教育者）
- 大江礒吉（教育者、破戒 (小説)のモデル）
- 太田水穂（歌人、日本歯科医専教授）
- 大和岩雄（大和書房・青春出版社創業者）
- 小沢貞孝（政治家）
- 小里頼永（松本市長、衆議院議員）
- 春日政治（国語学者、九州帝国大学教授）
- 上条螘司（自由民権運動家）
- 上條信山（教育者、東京教育大学教授）
- 川井清一郎（教育者）
- 川田弘道（俳優）
- 河原操子（教育者）
- 北沢種一（教育者、東京女子高等師範学校教授）
- 北澤利男（キッツ創業者、北澤美術館創設）
- 杵淵直知（ピアノ調律師）
- 君島一郎（服飾デザイナー）
- 金原省吾（美学者、帝国美術学校創立者）
- 久保田与四郎（弁護士）
- 黒木勘蔵（日本近世文学研究者、東京高等師範学校教授）
- 黒坂周平（郷土史家）
- 河野常吉（北海道史研究者、アイヌ研究）
- 河野齢蔵（山岳写真家）
- 小林光泰（牧師）
- 小湊潔（化学者）
- 小山清茂（作曲家、国立音楽大学教授）
- 佐藤寅太郎（教育者、衆議院議員）
- 四賀光子（歌人）
- 島木赤彦（歌人）
- 清水正男（教育学者、松商学園短期大学学長）
- 榛葉太生（教育者）
- 関根日出男（チェコ文学者、医師）
- 高橋忠治（児童文学者、初代黒姫童話館館長）
- 高野辰之（国文学者、東京音楽学校教授）
- 田中耕（政治家）
- 西尾実（国文学者、初代国立国語研究所所長、東京女子大学・法政大学教授）
- 野々山直記（教育者）
- 長谷川五作（教育者）
- 羽田貞義（教育者）
- 羽田健三（生物学者、群馬師範学校・熊本師範学校・千葉師範学校・福島師範学校校長を歴任）
- 樋口長市（教育者、東京聾唖学校校長）
- 平澤彌一郎 （運動生理学者、東京工業大学名誉教授、放送大学第一学習センター所長）
- 保科百助（鉱物学者）
- 松井芒人（教育者）
- 松岡弘 （教育者、信濃教育会会長）
- 間宮成吉（政治家、衆議院議員）
- 丸山弁三郎（長野市長、衆議院議員）
- 宮口しづえ（児童文学者）
- 宮下一清（弁護士、衆議院議員)
- 森山儀文治（政治家）
- 八木貞助（地質学者、日本山岳会創立者）
- 矢澤米三郎（博物学者、ライチョウ研究者）
- 矢島浦太郎（弁護士）
- 湯本武比古（教育者、御学問所御用掛）
- 横田秀雄（裁判官、大審院長（最高裁判所長官）、初代明治大学総長）
- 与良松三郎（実業家、名古屋新聞社主筆・社長）

この項目は、ウィキプロジェクト 大学のテンプレートを使用しています。